# Laguna Malleco
La laguna Malleco es un cuerpo de agua superficial situado en el parque nacional Tolhuaca en la Región de la Araucanía de Chile. 

## Ubicación y descripción
La laguna tiene un espejo de agua de 12 km² y pertenece a la cuenca del río Biobío.

## Historia
Luis Risopatrón lo describe en su Diccionario Jeográfico de Chile (1924):: 518 
Malleco (Laguna) 38° 13' 71° 49'. Tiene 12 km² de superficie i se encuentra en la falda S del cerro de Mesacura, en los oríjenes del rio de aquel nombre. 61, CI, p. 642; 63, p. 439; 134; 156; i 167.